# Pello Salaburu
Pello Salaburu Echeverría, né le 3 juillet 1951 à Arizkun, est un linguiste, écrivain et académicien basque espagnol de langue basque et espagnole.

## Biographie

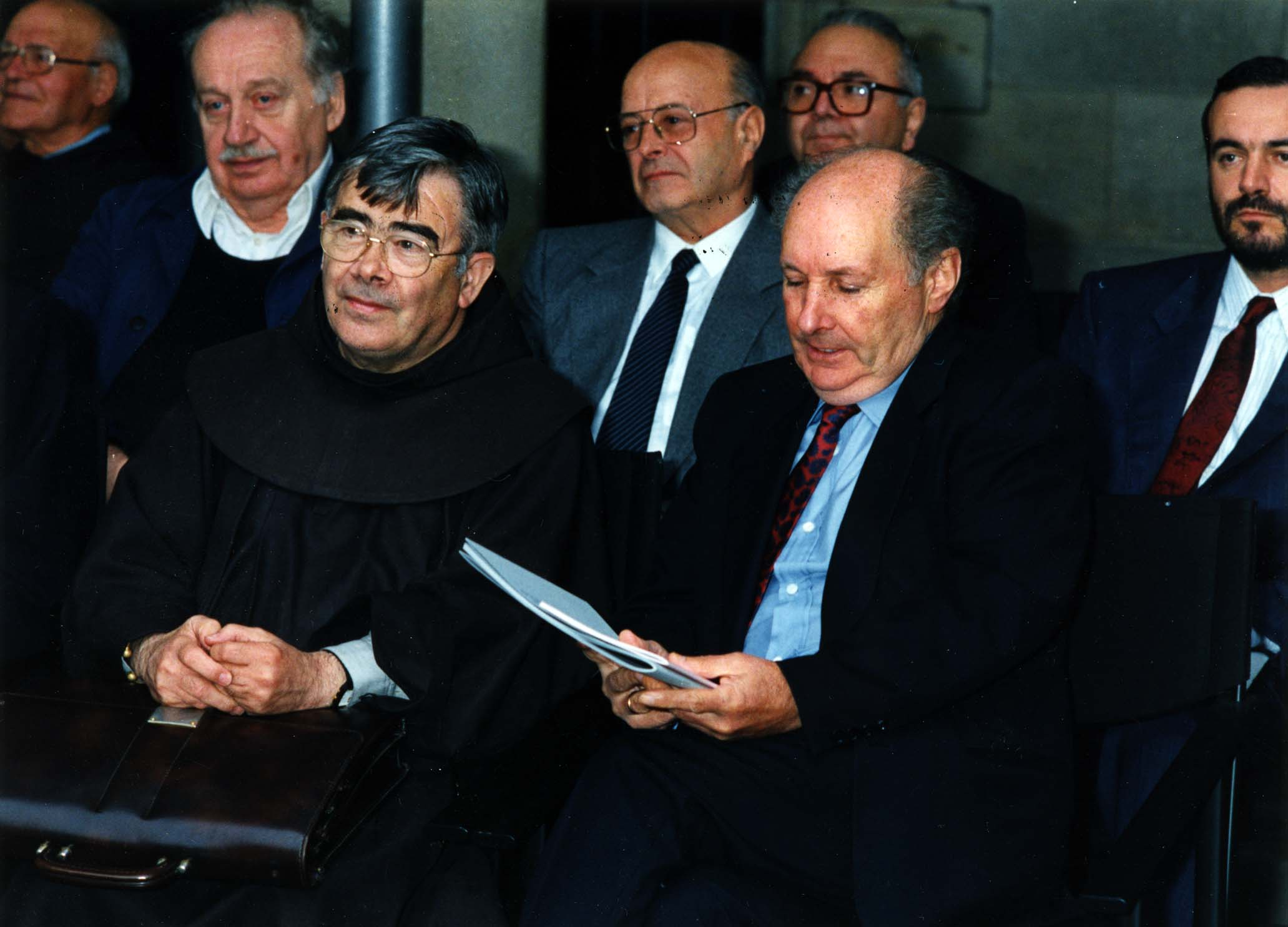
Juan San Martin et Luis Villasante en avant. En arrière, Federico Krutwig, Patxi Altuna, Alfonso Irigoyen et Pello Salaburu.

Licencié en sociologie et en sciences politiques, il obtient en 1984 un doctorat en philologie basque sous la direction de Koldo Mitxelena. Sa thèse Hizkuntzaren Soinu Egitura. Hiskuntz teoria eta baztango euskalkia: Fonetika eta Fonologia parle dans le premier volume de la structure sonore de la langue à partir d'un point de vue général, et dans le second volume de l'application pratique de la théorie génératives du dialecte de la vallée Baztan, avec une description phonologique.
Pello Salaburu étudiera dans les universités de Deusto, du Nouveau-Mexique, du MIT au Massachusetts et de Cornell. Professeur de la faculté de philologie à l'université du Pays basque, il en est le recteur du 20 décembre 1995 à 2000, et un membre, dès 1985, d'Euskaltzaindia ou Académie de la langue basque dans laquelle il coordonne le travail du dictionnaire unifié et participe au comité de grammaire.
Pello Salaburu est aussi membre de l'Académie européenne des sciences et des arts et du Conseil consultatif du Center for Basque Studies (CBS) à l'université du Nevada, Reno (UNR). Il président de la Société Klasikoak, qui publie plus d'une centaine de traductions en langue basque des œuvres classiques de la pensée universelle. Il est codirecteur de la série Basque Classics (UNR). Pello Salaburu est également membre du Club de Rome, de la RSBAP ou Real Sociedad Bascongada de Amigos del País, appartient au Conseil consultatif de la Chaire UNESCO en gestion et politique universitaire à l'université polytechnique de Madrid (UPM) et membre du conseil consultatif au Gouvernement basque.
En 1986, Pello Salaburu dirige, dans le cadre des Ve cours d'été de l'université basque, le cours suivant : Euskal morfosintaxia eta fonologia: Eztabaida gaiak. Avec Xabier Kintana, il coécrit Euskera Hobean Hobe (1984) et Ikaslearen eskugramatika en 1981.

## Publications
- La universidad en la encrucijada: Europa y EEUU (Academia Europea de Ciencias y Artes, Madrid. Argitaratzeko). Laguntzaileak: Marta Moreno, Ludger Mees, Juan Ignacio Pérez)
- La Universidad en la encrucijada: Europa y EEUU (Resumen ejecutivo y conclusiones), 2006, Madrid: Academia Europea de Ciencias y Artes, M-49750-2006
- Baztango mintzoa: Gramatika eta Hiztegia, 2005, Nafarroako Gobernua-Euskaltzaindia, 524 pág.  (ISBN 84-95438-25-9) Laguntzailea: Maite Lakar
- Euskararen etxea, 2002, Alberdania, 201 or.  (ISBN 84-95589-53-2)
- XX. Mendearen argi-itzalak, 2001, Irún : Alberdania, 2001.  (ISBN 84-95589-25-7), 205 or.
- Hizkuntz teoria eta Baztango euskalkia : fonetika eta fonologia. Arau Fonologikoak. Leioa, Vizcaya : Servicio Editorial, Universidad del País Vasco, 1984.  (ISBN 84-7585-010-3), 343 or.
- Hizkuntz teoria eta Baztango euskalkia : fonetika eta fonologia. Hizkuntzaren soinu-egitura. Leioa, Vizcaya : Servicio Editorial, Universidad del País Vasco, 1984.  (ISBN 84-7585-010-3), 335 or
- Teoría lingüística y Euskara baztanés: Fonética y Fonología, 1983, 61 or.
- Ikaslearen Esku-gramatika. Bilbao : Mensajero, D.L. 1981.  (ISBN 84-271-1262-9) (1995 : 6. argitalpena), 293 or.
- Baztango euskalkiaz. Bilbao: Universidad de Deusto, 1980, 202 or.

En collaboration
- Espezialitateko Hizkerak eta Terminologia III
- XXI. mende hasierako hizkuntza politikaren oinarriak (oinarrizko txostena). Bases para la política lingüística de principios del siglo XXI (ponencia base), Vitoria-Gasteiz: Eusko Jaurlaritza. Autoreak (alfabeto hurrenkeran): Aurelia Arkotxa, Patxi Baztarrika, Lore Erriondo, Alberto López Basaguren, Eneko Oregi, Erramun Osa, Pello Salaburu
- Of Minds an Language. A dialog with Noam Chomsky in the Basque Country (Oxford University Press. Éditions: Massimo Piattelli-Palmarini, Juan Uriagereka, Pello Salaburu) (En savoir plus)
- Hiztegi Batua Euskal Prosan (HBEP), 2008, Bilbo: EHU (www.ei.ehu.es)  (ISBN 978-84-691-5564-6)
- Espezialitateko Hizkerak eta Terminologia II (Euskara estandarra eta espezialitate hizkerak), 2008, Bilbo, Euskal Herriko Unibertsitatea,  (ISBN 978-84-9860-041-4), 280 pages. (Iñaki Ugarteburu, Pello Salaburu, eds)
- Euskal Gramatika. Lehen urratsak-VI. 2005, Bilbo: Euskaltzaindia (Gramatika batzordea): 333 pages.  (ISBN 84-95438-20-8)
- Sistemas universitarios en Europa y EEUU, 2003, Madrid: Académie européenne des sciences et des arts (Pello Salaburu, Ludger Mees, Juan Ignacio Pérez) 253 pages.  (ISBN 84-607-9583-7)
- Unibertsitatea eta euskal gizartea, gaur. 2003, Pamiela (Juan Ignacio Pérez-Pello Salaburu), 240 pages.  (ISBN 84-7681-370-8)
- Euskal Gramatika. Lehen Urratsak-V. 1999. Bilbo: Euskaltzaindia (Gramatika batzordea): 499 pages.  (ISBN 84-85479-94-7)
- Euskal Gramatika. Lehen Urrsatak-IV, 1994. Bilbo: Euskaltzaindia (Gramatika batzordea): 250 pages.  (ISBN 84-85479-75-0)
- Euskal Gramatika Laburra: Perpaus Bakuna, 1993. Bilbo. Euskaltzaindia (Gramatika batzordea), 553 pages,  (ISBN 84-85479-70-X)
- Euskal Gramatika. Lehen Urratsak -1, Bilbo: Euskaltzaindia (Gramatika batzordea), 1985, 569 pages (berrargitalpena)  (ISBN 84-235-0687-8)
- Euskal Gramatika. Lehen Urratsak-III, 1990, Bilbo: Euskaltzaindia (Gramatika batzordea), 213 pages.  (ISBN 84-85479-60-2)
- Euskal Gramatika. Lehen urratsak I-II (Gai aurkibidea), 1988, Bilbo: Euskaltzaindia (Gramatika batzordea), 110 pages ;
- Sintaxi teoria eta euskara (Ed), Bilbo: Euskal Herriko Unibertsitatea, 1989, 191 pages.
- Sintaxi arazoak, Bilbo: Euskal Herriko Unibertsitatea (Ed), 1988, 146 pages.
- Euskal Gramatika. Lehen Urratsak-II, Bilbo: Euskaltzaindia (Gramatika batzordea), 1987, 526 pages.  (ISBN 84-85479-42-4)
- Euskal Gramatika. Lehen Urratsak-I (Eraskina), Bilbo: Euskaltzaindia (Gramatika batzordea), 1987, 209 pages.
- Euskal Morfosintaxia eta fonologia: Eztabaida gaiak (Ed), Bilbo: Euskal Herriko Unibertsitatea, 1987, 202 pages.
- Euskal Sintaxiaren zenbait arazo (Ed). Bilbo: Euskal Herriko Unib., 1986, 189 pages.
- Euskal Gramatika. Lehen Urratsak -1, Bilbo: Euskaltzaindia (Gramatika batzordea), 1985, 518 pages.
- Euskara hobean hobe. Bilbo: Euskal Herriko Unibertsitatea, 1984, 139 pages. (Xabier Kintana, Pello Salaburu)